# Rella (singolo)
Rella è il primo singolo degli Odd Future, con i membri Hodgy, Domo Genesis e Tyler, The Creator, pubblicato come singolo principale dal loro album di debutto in studio, The OF Tape Vol. 2. È stato prodotto da Left Brain. Hodgy, Domo Genesis e Left Brain formavano il gruppo MellowHigh. Il singolo è stato pubblicato digitalmente il 20 febbraio 2012.

## Video musicale
Il video musicale di Rella è stato pubblicato il 20 febbraio 2012 nella piattaforma YouTube sul canale ufficiale degli Odd Future. Il video è stato diretto da Tyler, The Creator.

## Traccia
1. Rella – 3:10 (testo: Gerard Damien Long, Dominique Marquis Cole, Tyler Gregory Okonma – musica: Vyron Turner)